# 长白山站
长白山站（中国朝鲜语：／ Jangbaeksan yeok */?）位于中华人民共和国吉林省延边朝鲜族自治州安图县二道白河镇，是敦白客运专线、浑白铁路、白和铁路及興建中的瀋白客运专线上的火车站。车站位于首批中国国家级自然保护区、国家5A级旅游景区长白山腹地，2021年12月24日随敦白客运专线开通一起投入使用，方便旅客乘坐高铁自北坡前往长白山游览。
长白山站位于浑白线、白和线白河站北1公里左右的位置。为使该地区客运作业集中办理，本站投入使用后，既有白河站正式停用，白河站普速客运作业迁移至本站办理；同时为充分开发白河北站站前用地，避免形成三角地，提高地块的开发价值，拆除浑白线以及白和线共计5公里既有线。

## 车站结构

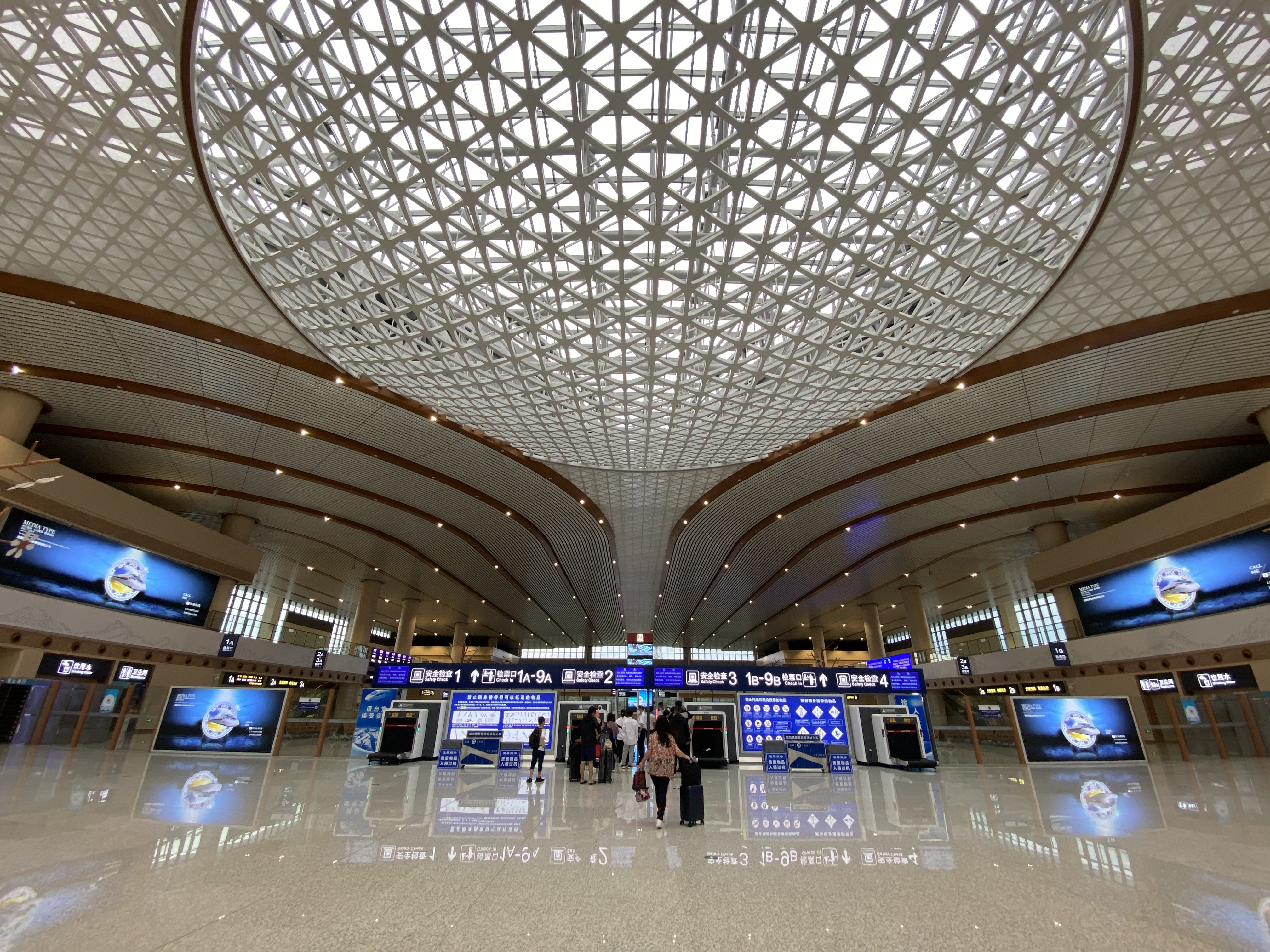
进站大厅

长白山站建筑面积29998.95平方米，其中有柱雨棚面积17806.3平方米，无柱雨棚9805平方米；出站通廊净宽10米，最高聚集2000人；站房整体设计借鉴长白山的山体轮廓，形成巍峨的山际线与动感的立面弧线，表现出长白山站独特的张力与活力。

### 站场
长白山站站场规模总计5台12线。普速客运车场和高速场横列布置，高速客运车场设有4台8线，站对侧设有普速客运车场，规模为1台4线。

## 交通接驳
长白山池北区1路、长白山公交4号线